# Hydrotaea monochaeta
Hydrotaea monochaeta este o specie de muște din genul Hydrotaea, familia Muscidae, descrisă de Ma și Wu în anul 1986. Conform Catalogue of Life specia Hydrotaea monochaeta nu are subspecii cunoscute.